# 도미나가 니이나
도미나가 니이나(일본어: 冨永 虹七, 2004년 7월 8일~)는 일본의 축구 선수이다.

## 구단 경력
그는 2023년 J1리그의 비셀 고베에 입단했다. 2023년 9월 J3리그의 가마타마레 사누키로 임대 이적했다. 가마타마레 사누키에서 24경기에 출전하여, 6득점을 넣었다. 2024년 7월 비셀 고베로 복귀했다.